# Valentin Nicolau
Valentin Nicolau (n. 22 iunie 1960, București – d. 13 ianuarie 2015, București) a fost un geofizician, scriitor și antreprenor român. Valentin Nicolau a fost fondatorul Editurii Nemira, președinte al Televiziunii Române și manager al mai multor afaceri. Era recunoscut ca un împătimit de teatru.

## Studii
- 1979 absolvent al liceului Spiru Haret
- 1985 licențiat al Facultății de Geologie si Geofizică din cadrul Universității București
- 2003 Doctorand în Științele Comunicării la Universitatea București. Teza de doctorat "Serviciul public în audiovizualul    românesc: modele europene, realități autohtone", îndrumător Prof. dr. Ion Coman.

## Familie
A fost căsătorit cu Angelica Nicolau, director-executiv al editurii Nemira, cu care are doi copii, Ana-Maria si Radu.

## Carieră
- 1985 - 1990 – specialist geofizician
- martie 1990 – editor al publicației Ziarul Științelor și Călătoriilor
- iulie 1991 – fondator al Editurii Nemira
- iulie 2001 - iunie 2002 – consilier al primului-ministru pe probleme de cultură, educație, cercetare și turism
- iulie 2002 - iunie 2005 – președinte-director general al Societății Române de Televiziune
- 2002 - 2005 – membru în consiliul de administrație al EBU (European Broadcasting Union – Asociația Televiziunilor Europene)
- iulie 2005 - martie 2006 – vicepreședinte al Grivco – grupul de presă Intact (vicepreședinte al strategiei și dezvoltării)
- septembrie 2006 – consultant Lagardere Media pentru România
- mai 2007 – fondator al Editurii Nemi, editură specializată în carte pentru copii
- iunie 2007 – membru al Consiliului Național al Audiovizualului; a demisionat după numai 3 zile, acuzând Consiliul de subordonare politică
- iulie 2007 – fondator al postului de radio SMART  FM
- octombrie 2007 – profesor asociat, Universitatea din Sibiu
- iunie 2012 - revine în CA al TVR, ca reprezentanat al salariaților, fiind vizat pentru poziția de PDG, pe care a ocupat-o cu mult succes între 2002 și 2005.

## Operă
Teatru
- Dacă aș fi un înger, Ed. Unitext, 2000; conține piesele: Fantoma de la clasa întâi;  Lume, lume, soro lume...; Ca zăpada și cei doi.
- Lume, lume, soro lume… (Antologia pieselor prezentate în secțiunea «spectacole-lectură», Festivalul Internațional de Teatru de la Sibiu, 2000), Ed. Nemira & Co, 2000.
- Ultimul Împărat, Ed. Polirom, 2001; conține piesele: Fotograful Majestății Sale (Ultimul împărat); Zi că-ți place!; Ultima haltă în Paradis.
- Le revenant de la première classe. Après la censure.  Nouvelles pièces roumaines des années 90, Ed. Unitext, 2000.
- The Ghost from the First Class Waiting Room. After Censorship. New Romanian Plays of the 90s, Ed. Unitext, 2000.
- The Photographer of His Majesty, Romanian Review, nr. 413-415/2003.
- Le Photographe de Sa Majesté, Revue Roumaine.
- Mai jos de Figueras, Ed. Nemira, 2006.

Piese puse în scenă
- Ultima haltă în Paradis, montată pentru televiziune de Alexandru Tocilescu.
- Legenda Ultimului Împărat, Teatrul Național din București, regia Alice Barb.
- Uzina de plăceri S.A., Teatrul Nottara, regia Alexandru Berceanu.

Proză
- Bronto, un dinozaur încă mic, Ed. Nemira, 1994.
- Bronto, un dinozaur neastâmpărat, Ed. Nemira, 1995.
- România feudelor târzii. Comediografii politice, Editura Nemira, 2012 [2]

Poezie
- Crapă lemnul și ridică piatra, Ed. Nemira, 2001.

Premii
- Fantoma de la clasa întâi (1998) și Lume, lume, soro lume…(1998) – nominalizate doi ani consecutiv la concursul UNITER pentru Cea mai bună piesă românească a anului.
- Ca zăpada și cei doi a primit în anul 2000 Marele Premiu "Camil Petrescu", acordat de Ministerul Culturii.

Referințe critice
„"Toate piesele sunt parabole, cu personaje generice (rareori au nume și, atunci, din rațiuni estetice precise). E un teatru «abstract» postpsihologic și postrealist, politic, în esență (mai puțin Ca zăpada și cei doi), oarecum în felul lui Brecht (de la care vine și ideea cântecelelor comice, rizibile), pitoresc, spiritual și dinamic.

Fantoma de la clasa întâi este o mise en abîme a României în tranziție de astăzi. Pe un peron de gară își dă întâlnire toată fauna socială, de la șefi și politicieni la aurolaci și prostituate. Toți sunt în așteptarea unui tren care nu mai vine. Această alegorie eroico-comico-satirică are momentele ei patetice, dar și unele rizibile, sugerând un univers social și moral apăsător și fără ieșire. Fantoma din titlu este a trecutului, a lui Ceaușescu, la rigoare.
Ceva mai complicată este, în aceeași manieră, Lume, lume, soro lume... În primul rând, fiindcă acțiunea implică o anumită evoluție (sau, mai bine zis, involuție). [...] Personajul face, în sens invers, drumul pe care țărănimea l-a parcurs în comunism, de la sat spre oraș. Vasile revine în sat odată cu moartea orașului. Fabricile se închid, industria șomează, foști țărani urbanizați pe jumătate încearcă să se întoarcă în locurile de baștină. Dar întoarcerea e imposibilă. Vasile se agață de iluzia că Gheorghe, singurul lui prieten rămas la țară, a reușit. Dar și acesta e un ratat, ca și Vasile. Ei ilustrează două categorii de lumpeni: țărășeni, un cuvânt creat de autor. Au rămas amândoi la jumătatea drumului dintre țărani și orășeni, într-un limb care nu e nici sat, nici oraș, nici industrie, nici agricultură.

Cea mai ionesciană, până și în simplitatea ei, este Ca zăpada și cei doi. Și singura nepolitică. Este o parabolă poetic-metafizică, precum atâtea ale lui Ionesco. Un bătrân se pomenește cu un chiriaș nedorit în garsoniera lui: sfâșiat între tulburarea micii lui ordini morale de prezența intrusului și nevoia de comunicare, personajul e un amestec delicios de stupoare, neînțelegere, timiditate și surpriză a noului. Al treilea colocatar e o fată culeasă de Chiriaș de la o linie fierbinte care nimerește în plin malentendu și nu mai iese, practic, niciodată din el. Are mai puțină importanță ce se întâmplă (de exemplu că norocul cade pe capul Chiriașului, devenit brusc câștigător al tuturor concursurilor de la radio, televiziune, bingo etc., dar pe numele și adresa Bătrânului, căci el n-are nume și nici adresă!). Relațiile dintre personaje sunt pline de delicatețe, în pofida caracterului conflictual, și o solidaritate discretă se instalează între oameni care n-au nimic comun, care se angoasează reciproc, se detestă sau se urăsc, dar care nu mai pot trăi separat. Replicile au poezie și un umor ascuns. Bine ritmată scenic, piesa ar putea da un spectacol încă mai emoționant decat celelalte două."”
Nicolae Manolescu, "Viața pe un peron". Postfață la volumul Dacă aș fi un înger de Valentin Nicolau, Editura Unitext, 2000
„"Valentin Nicolau este indignat de România ca Cioran, trist ca Schopenhauer și sătul de viață ca Urmuz. Te-ai aștepta, după ce ai citit volumul Dacă aș fi un înger (2000), să auzi că și-a pus capăt zilelor pe o bancă la Șosea asemenea lui Urmuz. Dacă nu a făcut-o este, probabil, pentru că îl laudă Nicolae Manolescu într-o postfață. Criticul susține că Valentin Nicolau este un dramaturg adevărat și are dreptate. Indignarea pe România și supărarea pe viață te ajută să scrii bine. România promisă după 1989 arată ca o gară mizerabilă în care orbecăie surzii și te asurzesc orbii. Din canale răsar «aurolacii», târfele își strigă sila față de sex (la putaine respectueuse, nu?), totul sub controlul unui Politician plebeu, un «ciocoi nou» vechi de când lumea și a unui «tuter» al său, Șeful Gării. Halucinațiile unei memorii îndurerate evocă și fantoma lui Ceaușescu, «tatăl aurolacilor» ce bântuie prin Gara România ca un blestem. Nici viața nu este mai veselă decât patria. […]

Deprimarea activă a dramaturgului ar părea (și este) românească prin scenografie, dar universală prin nevoia de reflexie asupra vieții. Doar că spațiul de reflexie nu mai este nici Akademia platoniciană, nici Poiana lui Iocan a lui Marin Preda, ci closetul. Scena dialogului filozofic din pisoar este emblematică. Această filozofie de pisoar pare semnul unui sfârșit de civilizație. Etapa în care omul nu mai are nevoie de filozofie, dar nici nu poate renunța la ea și o practică în astfel de forme rudimentare. Izbitor de asemănătoare cu textele semiobscene sau obscene de-a dreptul din muzica turco-țigănească din noua Românie sau din concursurile de tip bingo din care nimeni nu înțelege altceva, în afară de faptul că nu trebuie să ai nici o valoare ca să fii miliardar. […]

Tendențioase și acuzatoare cum stă bine unor pamflete, dramele lui Valentin Nicolau concentrează pe pagini nu o dată «cusute cu ață albă», din cauza abuzului metonimic (lumea ca o gară, viața ca o pereche de pantaloni cârpiți, simbolurile descoperite, limbajul aluziv), o decepție integrală, dar ofensivă. Puse în scenă, ar avea vigoarea de stânga (în fond existențială) a protestului din Împărat și proletar sau al disecției capitalismului mafiot din piesele lui Brecht."”
Mircea Ghițulescu, Istoria dramaturgiei române contemporane, București, 2000, Editura Albatros, pp. 450–451
„"Cele trei piese cuprinse aici (Dacă aș fi un înger - nota ed.), […] vizează condiția umană: ca turmă necăjită și bezmetică, ordonată de cinismul stupid, dar eficient în manipulare, al politicienilor (România apare în Fantoma de la clasa întâi ca o gară ocolită de trenuri, unde de muncit muncește prostituția, unde tinerii se molipsesc irepresibil de mercantilismul și amoralitatea liderilor și peste care plutește fantoma lui Ceaușescu); ca pierdere a identității (tema «imposibilei întoarceri» din Lume, lume, soro lume..., cu țărănimea pe veci alterată, urbanizarea forțată a comunismului ca distrugere a țesutului social ș.a.m.d.); și a vieții ca paradox inutil, parabola Norocului alienant (Ca zăpada și cei doi, unde un tânăr insurgent ajunge să câștige toate concursurile ce formează actuala bingomanie a românilor, ceea ce, bineînțeles, îi otrăvește existența, ființa și comunicarea cu ceilalți).

Deși cultivă umorul și relațiile ironice, Valentin Nicolau nu e un satiric. Simți la tot pasul iubirea pentru om, respectul pentru delicatețea naturilor fragile, oroarea de a intra cu bocancii în nefericita noastră plămadă levantină. Lucrată categorial, ca-n bătrânul expresionism (Bătrânul, Politicianul, Șeful, Târfa, Tânărul, Călugărița etc.), Fantoma de la clasa întâi poate face săli pline indiferent de oraș ori de cadrul montării, după cum Ca zăpada și cei doi oferă o partitură captivantă teatrului TV, în să zicem, linia: Capul de rățoi, Scaunele, Noul locatar."”
Dan C. Mihăilescu, "Gara pentru toți", Ziarul de duminică, nr. 20/6.10.2000
„"Ordinea așezării în volum (Dacă aș fi un înger - nota ed.) nu este doar una cronologică, să-i spunem sau nu doar în sensul creșterii... premiilor. Nu. Ordinea marchează și o împlinire a scriiturii, a simțului dramaturgic și scenic. Pentru că trebuie spus un lucru extrem de important: cele trei piese ale lui Valentin Nicolau sunt elaborate nu în primul rând ca literatură, ci ca propunere pentru spectacol. Replicile sunt vii, directe, personajele lumii lui nu vorbesc sofisticat, dar dezvoltă în mod evident, mai mult prin situații, context și prin spațiile în care se mișcă, o parabolă a realității noastre imediate. […]

În toate cele trei piese se caută redefinirea omului la acest sfârșit de secol, posibilitățile de adaptare la realitate, suspendarea ratării. În toate piesele, însă, ratarea, în planul individual sau în cel al societății, este prezentă, este personajul principal. Un umor negru, sordid, cinic chiar, traversează volumul Dacă aș fi un înger. Personajele par să-și fi pierdut îngerul păzitor, par să fie abandonate de un sens spre care să se ducă viața, alegând întâmplarea, contextul mai bun sau mai rau, aproape deloc salvator."”
Marina Constantinescu, "Cartea de teatru. A scrie. A (se) juca", în România literară, 2000
„"Adoptând perspective multiple, piesele reunite de Valentin Nicolau sub titlul Dacă aș fi un înger converg către un efect similar. Forma dramaturgică aleasă și tipurile de personaje reflectă o lume sordidă și incitantă, fascinantă prin trivialitatea și mizeria ei. O lume a mahalalelor și a peroanelor pe care se joacă spectacolul adesea grotesc al unor marionete de fundal, ieșite rând pe rând în față pentru a-și prelua rolurile. O lume unde coexistă mai bine decât oriunde «credința și necredința», Dumnezeu și îngerii căzuți.
Cu o minuție cinematografică, abil dozată, fiecare din cele trei piese - Fantoma de la clasa întâi; Lume, lume, soro lume... și Ca zăpada și cei doi - surprinde detalii aparent insignifiante, captate în replici ambigue, care alternează ingenios constatări banale cu aluzii abstracte, cinismul morbid cu patetismul, mizând pe expresivitatea absurdului. Marginalul se transformă astfel în cadru spectacular prin excelență. Personaje generice (Bătrânul, Chiriașul, Hoțul), «măști» care ascund vidul căutării haotice, joacă și de-joacă rolurile unei așteptări continue tip beckettian: „O luăm noi de la capăt... Mâine...»"”
Mihaela Michailov, "Gradul maxim al mistificării", în Observator cultural, nr. 26/22–28.08.2000
„„[…] Nici un moment nu este tragică această lume îmbolnăvită. Ca în Caragiale, maestru al reprezentării dramatice a cotidianului, situațiile, oricât de grave realități ar oglindi, nu stârnesc plânsul, ci, dimpotrivă, râsul în hohote. Limbajul este din acest punct de vedere un mijloc important de coagulare a ideologiei textului și o sursă a comicului. Sursele teatrului lui Valentin Nicolau se găsesc acolo unde nu te aștepți. Autorul parodiază, glumește nu neapărat având în minte un model literar, ci inspirându-se și din showul de televiziune care s-a dezvoltat cu repeziciune după 1989. Pamfletul politic, în special cel de tip «Chestiunea zilei», este destinat să puncteze zilnic anumite evenimente politice. Piesa de teatru trece de acest nivel superficial al reprezentării, sparge convențiile, datele clare ale evenimentului politic particular, devenind un model de «ideologie critique»."”
Sorin Radu Cucu, "Cortinele traziției", în Orizont nr. 1 (1420)/20.01.2001
„"În stilul metonomic al lui Nicolau, viața românului este ca o pereche de pantaloni cârpită la nesfârșit, cusătură peste cusătură (Bătrânul din piesa Fantoma de la clasa întâi). O bătrânețe mereu amânată ce trebuie întreruptă la un moment dat așa cum ai opri limbile unei pendule (Ca zăpada și cei doi). Ce poate fi vesel într-un spațiu în care singura ofertă de supraviețuire sunt concursurile de bingo ale televiziunii? Nici Ca zăpada... nu mai este Albă-ca-Zăpada, ci murdară ca zăpada urbană din România, o nefericită provocatoare erotică prin telefonia hotline ce pătrunde în garsoniera celuilalt Bătrân al lui Valentin Nicolau care va opri limbile pendulei. Iar Lumea, fie ea «ca voință și reprezentare», nu este numai trecătoare ca într-un cântec lăutăresc, ci numai bună de a fi părăsită (Lume, lume, soro lume...). Înțelepciunea (Bătrânul din Fantoma de la clasa întâi), Bunătatea (Bătrânul din Ca zăpada și cei doi), Satul (un sat blagian reprezentat de țăranca din Fantoma de la clasa întâi) și Credința pusă la cerșit (Călugărița) sunt speranțele umilite și, totuși, speranțe, în viziunea lui Valentin Nicolau."”
Mircea Ghițulescu, Istoria dramaturgiei române contemporane, București, 2000, Editura Albatros, pp. 450–451)